# Pegomya revolutiloba
Pegomya revolutiloba är en tvåvingeart som beskrevs av Zheng och Fan 1990. Pegomya revolutiloba ingår i släktet Pegomya och familjen blomsterflugor. Inga underarter finns listade i Catalogue of Life.